# 공공선택론
공공선택론(公共選擇論, public choice theory)은 정치 과정을 경제학의 원리와 방법으로 분석한 이론이다. 즉, 시장에 생산자와 소비자, 고용자와 피고용자가 존재하듯이 공공부문에도 정치가, 관료, 특수이익집단, 투표자가 존재한다고 가정하고 이들의 행태를 경제학적으로 분석한 이론이다.

## 배경·발전
그 기원은 스웨덴의 경제학자 크누트 빅셀(Knut Wicksell)이 1896년에 제시한 이론에서 찾을 수 있다. 그는 공무원은 효율을 희생으로 예산을 늘리고, 자신들의 조직을 비대화하려는 등 자기 이익 극대화를 위해 일할 뿐이라고 주장했다.
현대적 공공선택론의 선구자로 꼽히는 것은 덩컨 블랙(Duncan Black)이다. 그는 중위자투표모형(median voter theorem)의 기본 개념을 발전시켰다.
제임스 M. 뷰캐넌과 고든 털럭이 1962년에 출간한 《국민합의의 분석: 입헌민주주의의 논리적 근거》(The Calculus of Consent: Logical Foundations of Constitutional Democracy)은 공공선택론의 대표작으로 평가된다. 뷰캐넌과 털럭은 공공재의 배분 결정이 정치적 표결에 의하여 이루어짐을 설명하였다.
공공선택론은 그 이론적 외연이 광범위하고 복잡해 체계적으로 정리하기는 어려우나, 크게 로체스터(Rochester) 학파, 버지니아(Virgina) 학파, 블루밍턴(Bloomington) 학파 등 3개 학파로 발전해 왔다고 볼 수 있다.

## 가정
종래의 경제학에서의 개인은 경제활동을 할 때에는 이기심에 따라 자신의 이익을 최대화하기 위해 행동하는 한편, 정치행동을 할 때에는 이기심이 아닌 공공심에 따라 행동한다고 가정하였다. 그러나 공공선택론은 인간 행동을 일원적으로 받아들여 개인이 정치행동을 하는 경우에도 경제행동을 하는 경우와 마찬가지로 자신의 이익을 극대화하기 위해 행동한다고 가정하고 그 연구대상을 정치가, 관료, 이익집단 등의 정치 영역으로 확대시켰다. 즉, 정치가나 투표자, 관료 역시 기업가나 상인처럼 자기 자신의 이익을 위해 노력한다는 것이다.
또한, 모든 사회적 실체(實體)는 기본적으로 개인 행위자들의 집합(sets)이라고 가정한다. 국가는 인격이 있는 유기체가 아니라 개인의 총합일 뿐이고, 개인들은 경제행위를 할 때나 정치행위를 할 때나 똑같이 이기적으로 행동한다는 것이다.

## 내용

### 가치기준
공공선택론의 가치기준은 시민적 선택의 존중이다. 시민 개개인을 이기적 존재로 파악하고 개인적 선택을 존중한다.
공공선택론에서는 정부를 공공재의 생산자라고 규정하고, 시민은 공공재의 소비자라고 규정한다. 이러한 관점에서 전통적 관료제를 비판하고 공공부문의 시장경제화를 통해 시민 개개인의 편익을 향상시켜야 한다고 주장한다.

### 관료제 비판
엘리너 오스트롬은 대규모 관료제를 비판하며, 이를 대신할 공공재 공급방식인 민주행정을 구현할 것을 주장했다. 오스트롬이 대규모 관료제를 비판한 이유는 다음과 같다.
1. 대규모 관료제는 시민의 다양한 수요에 대한 반응이 느리다.
2. 대규모 관료제는 수혜자에게 높은 사회적 비용을 부과하며, 수요와 공급의 조절에 실패한다.
3. 대규모 관료제는 공공재화를 부식시키고, 공공행정이 공공목적에 부합하지 못하게 한다.[10]

## 개념

### 합리적 무시
합리적 무시는 어떤 정보가 주는 편익보다 그것을 얻기 위한 비용이 큰 경우 그 정보를 얻지 않고 무시하는 게 경제적으로 합리적이라는 개념이다. 이는 투표에도 적용된다. 즉, 유권자는 투표가 주는 편익보다 투표에 필요한 비용이 크다고 판단할 경우 투표를 ‘합리적’으로 무시한다. 이는 투표율을 낮추는 요인 중 하나이다.

### 특별이익집단
개인의 합리적 무시 행태와는 대조적으로 특별이익집단(special interest groups)은 정치시장에 적극적으로 개입한다. 자신들에게 유리한 방향으로 입법이 이루어지도록 만드는 비용보다 입법의 결과로 얻는 편익이 훨씬 크기 때문이다. 이들의 개입에 관료들은 쉽게 무너진다. 그들은 공복(公僕)이 아니라 봉급, 수당, 권력, 위신, 퇴직연금 등을 극대화하기 위해 경쟁하는 이기적 개인이기 때문이다. 이렇듯 관료와 이익집단의 이해관계가 어울려 지대 추구 현상이 나타나게 된다.
특별이익집단을 위해 마련된 정책의 집행에는 일반 국민들의 세금이 재원이 된다. 그러나 일반 국민들이 특정한 집단의 이익을 위한 정책에 크게 반발하지 않는다. 그 이유는 불합리한 정책 집행으로 인해 자신이 지불해야 할 비용은 소액의 세금이지만, 불필요한 소액의 세금 지출을 막기 위해서는 많은 시간과 노력을 투입해야 하기 때문이다. 결국 개개인으로서는 무시하는 게 더 합리적인 선택이 되는 것이다.

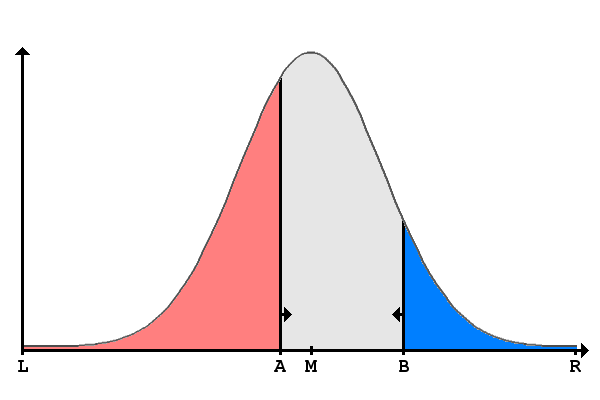
중위자투표모형

### 중위투표자모형
중위자투표모형은 정당의 정책이나 공직 선거 후보자의 공약이 큰 차이가 없는 이유를 설명한다. 중위투표자는 전체 투표자의 50%에 해당하는 투표자를 말하는데, 만약 후보자가 중위투표자에서 벗어나는 정책을 공약하면 다른 후보자에게 패할 가능성이 높아지게 된다. 결국 선거가 막바지에 접어들면서 두 후보 사이의 정책적 차이는 거의 없어지게 된다는 것이다.

### 예산극대화모형
니스카넨은 관료들은 권력의 극대화를 위해 소속 부서의 예산규모를 극대화한다는 전제하에, 관료들의 예산극대화 행태를 예산산출함수 및 정치적 수요곡선과 총비용함수 그리고 목적함수를 도입한 수리적 모형을 사용하여 설명하였다. 니스카넨에 따르면 정부산출물은 적정 생산수준보다 2배의 과잉생산이 이루어진다.

## 정치적 입장
공공선택론은 ‘작은 정부’를 역설하는 이론으로 간주되지만, 정치적 입장은 학자마다 다르다. 예컨대, 맨슈어 올슨(Mancur Olson)은 압력 단체의 로비 활동을 막기 위해 ‘강력한 국가(strong state)’의 필요성을 역설한다.

## 비판
공공선택론은 다음의 몇 가지 이유 때문에 현실적합성이 떨어진다고 평가된다.
1. 인간을 이기적이고 합리적인 존재로만 가정한 것은 지나친 단순화이다.
2. 정부의 산출과 그에 대한 비용부담은 대부분의 경우 분리될 수밖에 없고, 정부활동의 성과를 시장적 가치로 측정할 수 있는 경우는 오히려 예외적인데, 공공재공급의 분석에 자유시장논리를 직접 도입하려는 방법론에 문제가 있다.
3. 공공선택론의 실천적 처방들은 급진적이어서 현실적합성이 낮다. 기존의 정부조직 구성원리와 심한 마찰을 빚기 때문에 지나치게 이상적이다.
4. 공공선택론의 처방들은 행정에 대한 시민참여의 수준이 높은 문화를 전제한다. 시민참여의 문화가 성숙되지 못한 곳에서 공공선택론의 현실적합성은 낮다.[10]

### 내용주
1. ↑  이를테면 국회의원이 공공선택과 관련된 정책을 결정함에 있어서도 사회 전체의 공익을 위해서 보다 소속정당의 이익이나 자신의 재선(再選)과 같은 개인적 이해관계에 심리적 작용을 하게 되는 것이 그 예이다.
2. ↑  개인의 한 표가 당선에 미치는 영향은 매우 미미할 것이며, 설령 자신이 지지하는 후보가 당선된다 한들, 공약이 지켜질 가능성도 그리 높지 않다.
3. ↑  후보자의 공약에 대한 정보를 수집하는 데 드는 노력, 투표 당일 투표장에 가서 투표하는 데 드는 시간 등

### 참조주
1. 1 2 3 4  김철환, 공공선택론
2. ↑  Knut Wicksell (1896 [1958]). "A New Principle of Just Taxation," J.M. Buchanan, trans., in Richard A. Musgrave and Alan T. Peacock, ed. (1958). Classics in the Theory of Public Finance, Palgrave Macmillan, an essay from Wicksell (1896), Finanzthcoretische Untersuchungen, Jena: Gustav Fischer.
3. 1 2 3 4  강준만, 공공 선택 이론 《감정독재》. 인물과사상사
4. ↑  Charles K. Rowley (2008). "Duncan Black (1908–1991," ch. 4 in Readings in Public Choice and Constitutional Political Economy, Springer, p. 83.
5. 1 2  행정학용어 표준화연구회, 공공선택 이론 《이해하기 쉽게 쓴 행정학용어사전》. 새정보미디어
6. ↑  강창현, 〈公共서비스의 公共選擇論的 接近〉 《진주여자전문대학 논문집》 19권 201쪽.
7. ↑  William C. Mitchell, 〈Virginia, Rochester, and Bloomington: Twenty-five years of public choice and political science〉. 《Public Choice》 56(2). 1988. p.101
8. ↑  정치학대사전편찬위원회, 공공선택(론) 《21세기 정치학대사전》. 한국사전연구사
9. ↑  공공선택이론 《두산백과》
10. 1 2 3 4  백승준, 공공선택론 법률저널
11. ↑  박정호, 아프리카 노예들이 저항하지 않은 이유는? 보관됨 2018-07-04 - 웨이백 머신 한국경제
12. ↑  이철수, 니스카넨의 예산극대화모형 《사회복지학사전》. Blue Fish
13. ↑  Mancur Olson, Jr.  ([1965] 1971). The Logic of Collective Action: Public Goods and the Theory of Groups, 2nd ed. Harvard University Press